# Métropole de Lyon

Kaart van alle gemeenten in de Métropole de Lyon

De Métropole de Lyon (69M) of Grand Lyon is een in 2015 gevormde Franse collectivité territoriale. Het is een afsplitsing van het departement Rhône (69D). De Métropole de Lyon oefent de bevoegdheden van zowel een métropole als die van een departement. Het is de opvolger van de Communauté urbaine de Lyon (de stedelijke gemeenschap van Lyon).
Het gebied heeft 1.324.637 inwoners en een oppervlakte van 534 km².

## Geografie
Het collectivité territoriale Métropole de Lyon maakt deel uit van de regio Auvergne-Rhône-Alpes en wordt begrensd door de drie departementen Rhône, Ain en Isère.

## Demografie

### Demografische evolutie sinds 1962
| Naam              | Index 1962 | Index 1968 | Index 1975 | Index 1982 | Index 1990 | Index 1999 | Index 2008 | Index 2015 |
| ----------------- | ---------- | ---------- | ---------- | ---------- | ---------- | ---------- | ---------- | ---------- |
| Métropole de Lyon | 100,0      | 113,7      | 121,7      | 120,2      | 123,1      | 126,6      | 134,3      | 144,7      |
| Frankrijk*        | 100,0      | 107,1      | 113,3      | 117,0      | 121,9      | 126,0      | 133,8      | 138,5      |

| Naam              | Inw./Km² 1962 | Inw./km² 1968 | Inw./km² 1975 | Inw./km² 1982 | Inw./km² 1990 | Inw./km² 1999 | Inw./km² 2008 | Inw./km² 2015 |
| ----------------- | ------------- | ------------- | ------------- | ------------- | ------------- | ------------- | ------------- | ------------- |
| Métropole de Lyon | 1.775,5       | 2.019,6       | 2.161,2       | 2.133,7       | 2.186,3       | 2.247,8       | 2.383,8       | 2.566,8       |
| Frankrijk*        | 84,2          | 90,1          | 95,4          | 98,5          | 102,7         | 106,1         | 112,7         | 116,5         |

Frankrijk* = exclusief overzeese gebieden
Bron: Recensement Populaire INSEE - 1962 tot 1999 population sans doubles comptes, nadien Population Municipale
Op 1 januari 2022 had Métropole de Lyon 1.433.613 inwoners.

### De 10 grootste gemeenten in het collectivité territoriale
| #  | Gemeente         | Aantal inwoners (2022) |
| -- | ---------------- | ---------------------- |
| 1  | Lyon             | 520.774                |
| 2  | Villeurbanne     | 162.207                |
| 3  | Vénissieux       | 66.701                 |
| 4  | Vaulx-en-Velin   | 52.448                 |
| 5  | Saint-Priest     | 49.193                 |
| 6  | Caluire-et-Cuire | 43.479                 |
| 7  | Bron             | 42.850                 |
| 8  | Meyzieu          | 36.437                 |
| 9  | Rillieux-la-Pape | 31.479                 |
| 10 | Décines-Charpieu | 29.905                 |

## Afbeeldingen

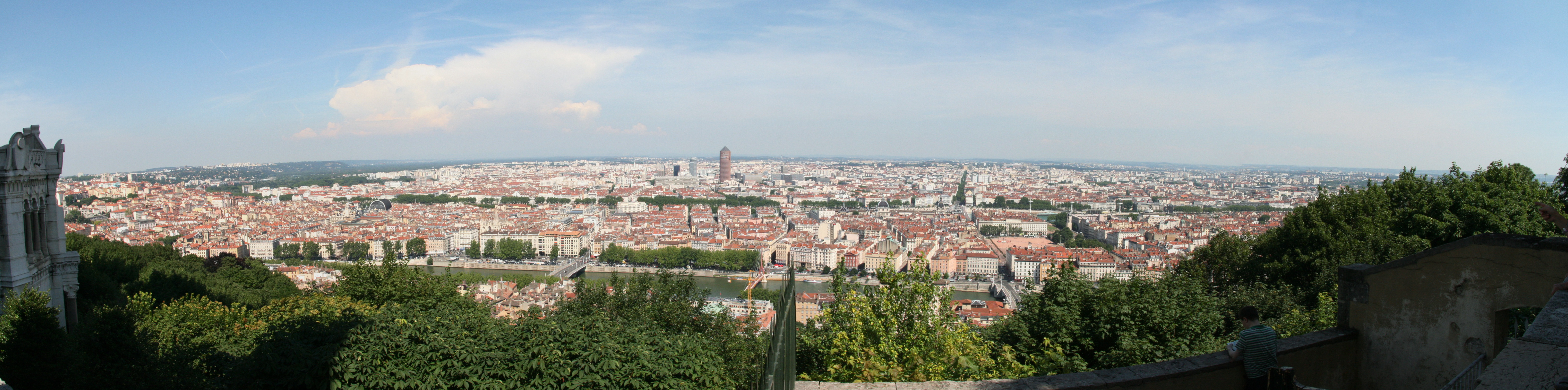
Gezicht op Lyon vanaf de Fourvière
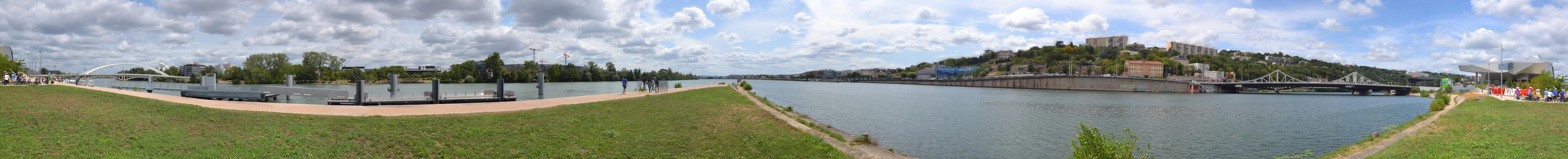
Uitmonding van de Saône in de Rhône
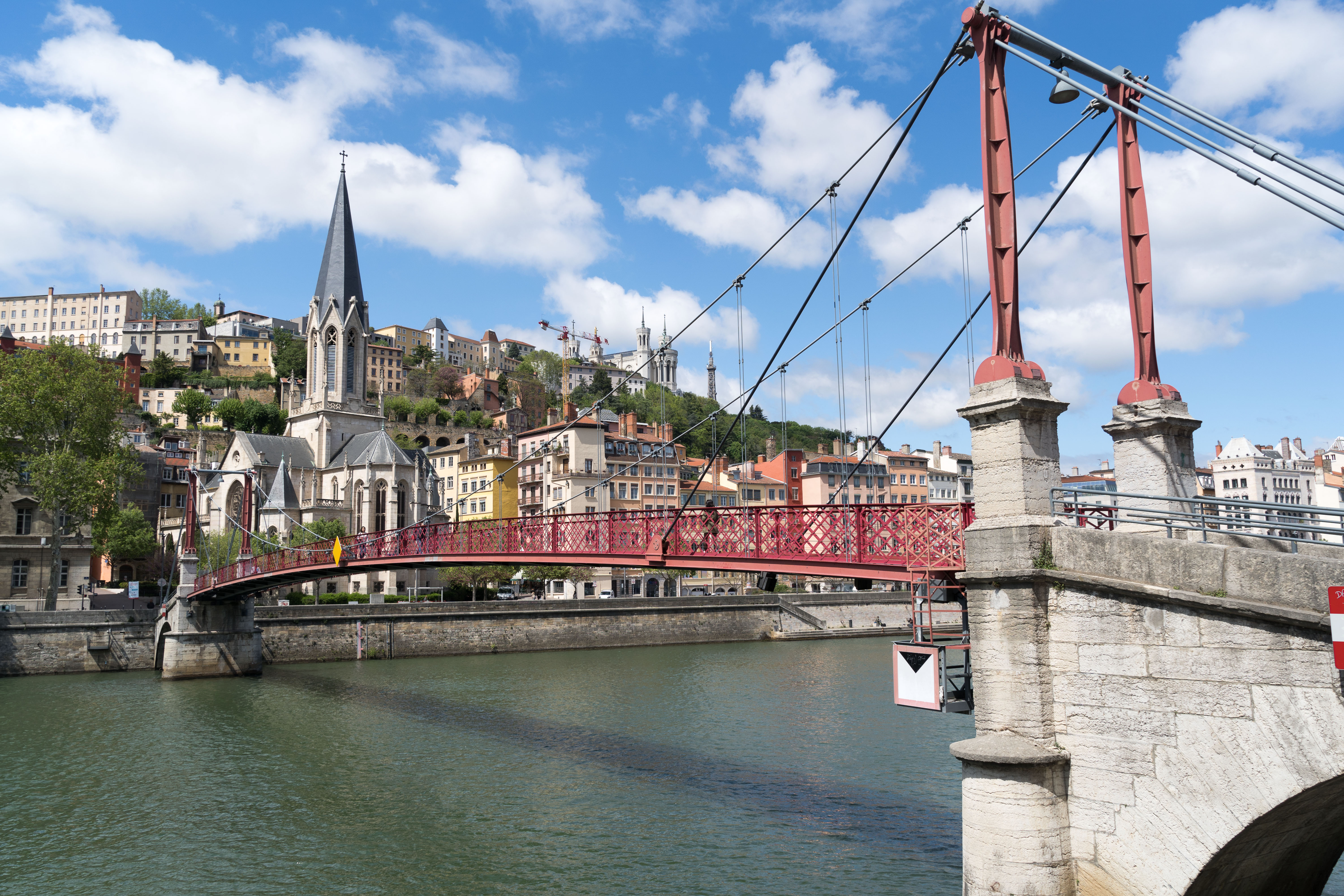
Passerelle Paul-Couturier
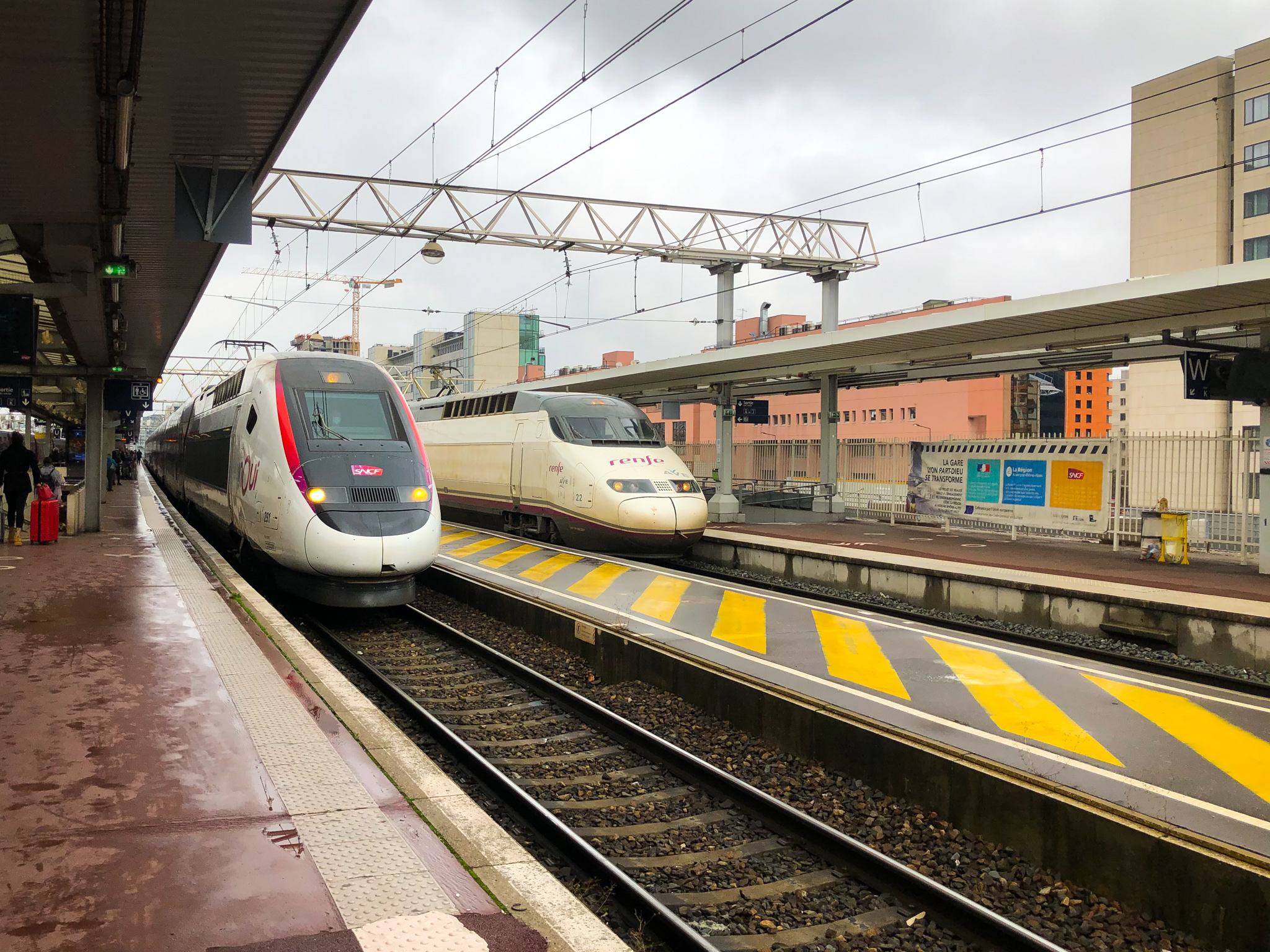
SNCF TGV Duplex en Renfe AVE in station Lyon-Part-Dieu